# Oxycopis fuliginosa
Oxycopis fuliginosa là một loài bọ cánh cứng trong họ Oedemeridae. Loài này được LeConte miêu tả khoa học năm 1866.